# Algarobius bottimeri
Algarobius bottimeri là một loài bọ cánh cứng trong họ Bruchidae. Loài này được Kingsolver miêu tả khoa học năm 1972.

## Hình ảnh

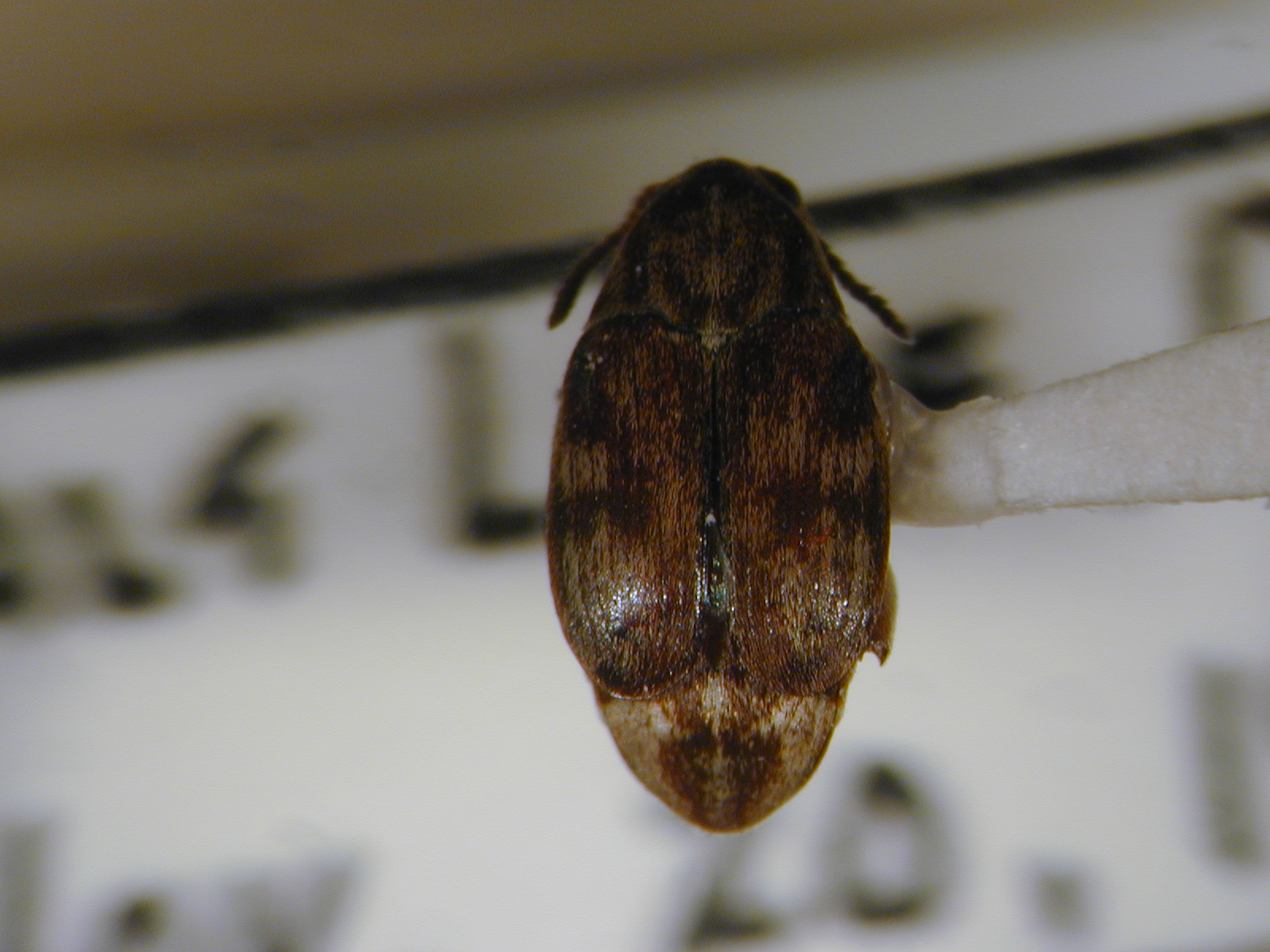